# فادوتس

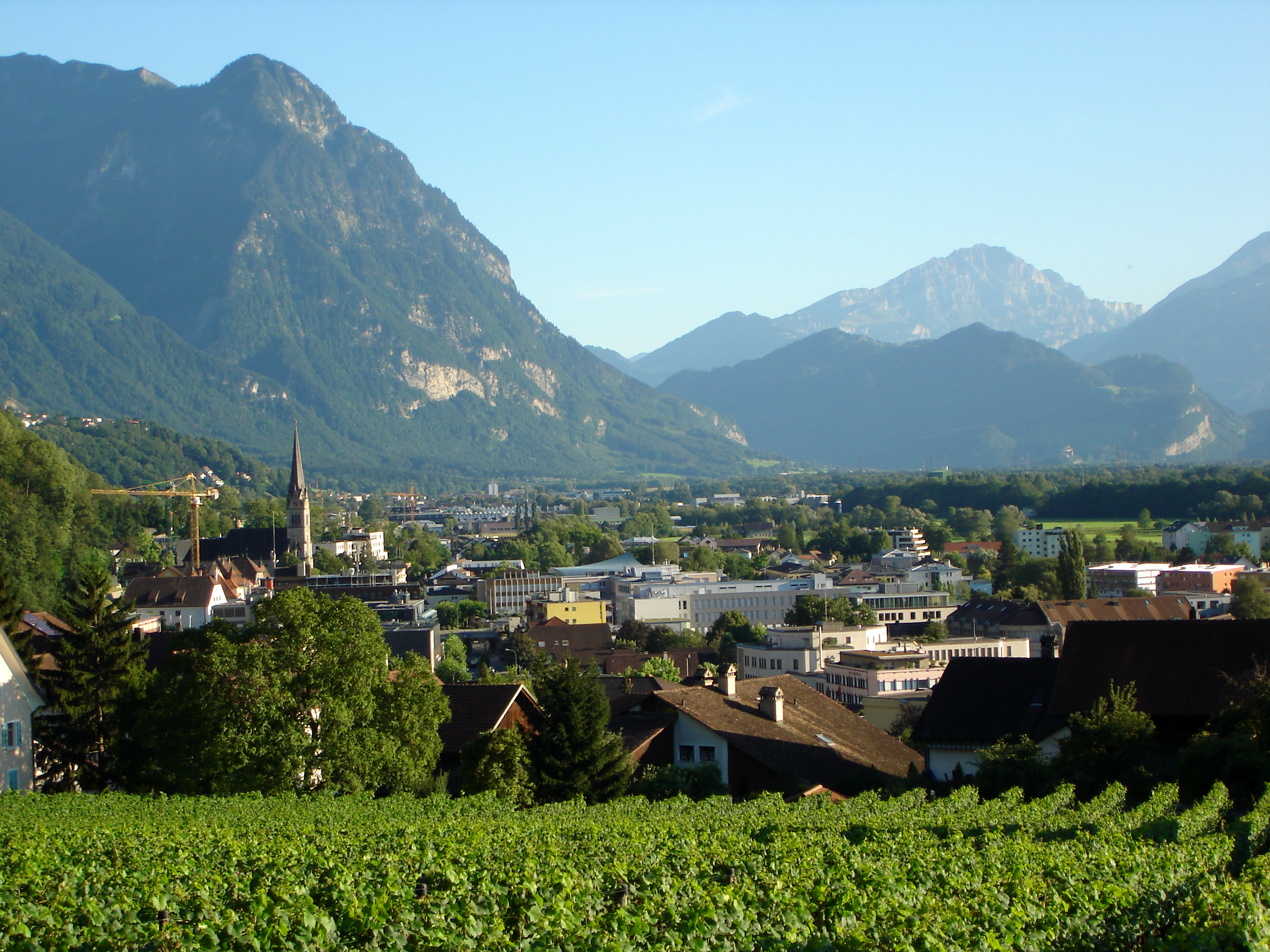
فادوز

فادوتس هي عاصمة ليختنشتاين في وسط أوروبا ويبلغ عدد سكانها حوالي 5248 نسمة ومن أهم معالمها قلعة فادوز والتي تكون مقر الحكم في ليختنشتاين كما يوجد بالمدينة مقر البرلمان ويوجد بها 3 متاحف هم متحف الفنون الجميلة ومتحف الطوابع والمتحف الليختنشتايني الوطني وللمدينة فريقها المعروف باسم فريق فادوز لكرة القدم والذي يلعب كبقية الفرق الليختنشتانية في الدوري السويسري.

## أصل التسمية
سُجّل اسم فادوتس لأول مرة باسم دي فادوتيس. أي إنّ اسم المستوطنة، مثل معظم أسماء البلدات الأخرى في منطقة وادي الراين، هو من أصلٍ رومانسي. ويمكن إرجاع الاسم إلى الجذر الرومانسي القديم بمعنى «قناة مقنطرة» الذي تطور بدوره عن الكلمة اللاتينية aquaeductus.

## تاريخ
ذُكرت فادوتس في المخطوطات التاريخية التي تعود إلى القرن الثاني عشر باسم فادوتيس. أما القلعة فذُكرت في عام 1322، تلك القلعة التي نهبها السويسريون في عام 1499 في أثناء الحرب السوابية، ودُمّرت القرية بأكملها بعد ذلك.
سَعَتْ عائلة ليشتنشتاين للحصول على مقعدٍ في البرلمان الإمبراطوري، الغايستاغ، في القرن السابع عشر، لكن نظرًا لعدم امتلاكها أية أراضٍ تخضع مباشرة للعرش الإمبراطوري، فقد كانت غير قادرة على تلبية الشرط الأساسي لتتأهل لذلك.
تاقَت العائلة إلى القوة الإضافية التي قد يجلبها مقعد في الحكومة الإمبراطورية، وسعت بالنتيجة إلى الاستحواذ على الأراضي التي ستكون إمبراطورية فورية تابعة للإمبراطور الروماني المقدس نفسه بدون أي رعاية إقطاعية وسيطة. وبعد مرور بعض من الوقت، تمكنت العائلة من ترتيب شراء «سيادة» شيلينبيرغ وكونتية فادوتس (في عامي 1699 و1712 على التوالي) من آل هوهنيم. تمتعت شيلينبيرغ وفادوز الصغيرتان بالمكانة السياسية المطلوبة تمامًا: إذ لا يوجد سيد إقطاعي غير الإمبراطور.
بعد إتمام عملية الشراء على نحوٍ صحيح في 23 يناير من عام 1719، أصدر الإمبراطور الروماني المقدس كارل السادس مرسومًا يقضي بتوحيد فادوتس وشيلينبيرغ ورفعهما إلى مرتبة (إمارة) باسم «ليشتنشتاين» تكريمًا لـ «خادمه المخلص أنطون فلوريان من ليشتنشتاين». وأصبحت ليشتنشتاين في هذا التاريخ دولة عضو ذات سيادة في الإمبراطورية الرومانية المقدسة. وكدليل على الوفاق السياسي الصرف لعمليات الشراء تلك، لم تطأ أقدام أمراء ليشتنشتاين إمارتهم الجديدة لأكثر من 120 عامًا.

## سياسة
تقع فادوتس في الدائرة الانتخابية أوبرلاند التي تضم خمسة عشر مقعدًا في مجلس ليشتنشتاين. ومنذ إدخال قانون البلديات في عام 1864، أُديرت فادوتس محليًا بواسطة رئيس بلدية ومجلس بلدي. وحتى عام 1941، كان هذا المجلس يتألف من رئيس البلدية وأمين الصندوق البلدي وسبعة مستشارين آخرين.
عُدّل قانون البلديات الذي مَدد فترة ولاية العمدة والمجلس إلى أربع سنوات في عام 1974، وزاد عدد مقاعد المجلس البلدي في فادوتس إلى اثني عشر مقعدًا، وتغير نظام انتخاب المجلس البلدي لاستخدام نظام التمثيل النسبي للقائمة المفتوحة. واستبدلت فادوتس كذلك حق الاقتراع العام للذكور، بحق الاقتراع العام فقط، وذلك في سنة 1976. لم يُقدّم حق الاقتراع العام إلى ليشتنشتاين على المستوى الوطني حتى عام 1984.
إن فلوريان ماير هو رئيس البلدية الحالي الذي انتُخب في الانتخابات التكميلية لرئاسة بلدية فادوتس في عام 2024.

## جغرافيا

### المناخ
تتميز فادوتس بمناخٍ محيطي مع صيف دافئ وشتاء بارد. وبحسب نظام تصنيف كوبن-غيغر للمناخ، فإن مناخها هو مناخ الساحل الغربي البحري. تشهد القرية زيادة ملحوظة في هطول الأمطار خلال فصل الصيف، وتشهد خلال جميع الأشهر الاثني عشر بعضًا من هطول الأمطار على نحوٍ عام. تتلقى فادوتس في المتوسط، نحو 900 ملم (35 بوصة) من الأمطار سنويًا. يشهد شهر يوليو، وهو أحر شهر في فادوتس، متوسط درجات الحرارة المرتفعة التي تصل إلى 25 درجة مئوية (77 درجة فهرنهايت)، بينما يبلغ متوسط درجات الحرارة المنخفضة نحو 14 درجة مئوية (57 درجة فهرنهايت). يشهد شهر يناير، وهو أبرد شهر في القرية، متوسط درجات حرارة مرتفعة تبلغ 3 درجات مئوية (37 درجة فهرنهايت) ومتوسط درجات حرارة منخفضة تبلغ 3- درجة مئوية (27 درجة فهرنهايت).

## معالم سياحية رئيسة
قلعة فادوتس هي موطن الأمير الحاكم لليشتنشتاين وعائلة ليشتنشتاين الأميرية. يمكن رؤية القلعة من أي مكان تقريبًا في فادوتس، إذ تقع على قمة تل شديد الانحدار في منتصف القرية. كانت كل من كاتدرائية القديس فلورين ودار الحكومة وقاعة القرية، أمكنة تجسّدت فيها الفترات المختلفة للهندسة المعمارية في القرية.

## التركيبة السكانية
عاش 5,696 شخصًا في فادوتس اعتبارًا من عام 2019. ويشكل الأجانب المقيمون في القرية 42٪ من السكان. مع نسبة 67٪ من الروم الكاثوليك في الغالب، في حين أن نسبة الكاثوليك أعلى بكثير بين السكان الذين يحملون جنسية ليشتنشتاين بنسبة تبلغ (81٪) مقارنة بالمقيمين الأجانب الذين تبلغ نسبتهم (47٪). أما أكثر الديانات الأقلويّة في القرية، فهي البروتستانتية (10٪) والإسلام (8٪).

## الثقافة
يقع في فادوتس، كل من المعرض الوطني للفنون والمتحف الوطني. ويُعدّ المعرض الفني (متحف ليشتنشتاين للفنون) متحفًا للفن الحديث والمعاصر، حيث تُعرض أعمال من مجموعة ليشتنشتاين الخاصة التي يوجد معرضها العام الرئيس في فيينا. يعد المبنى معلمًا معماريًا بناه المهندسون المعماريون السويسريون مورغر وديغيلو وكيريز. أُنجر بناؤه في نوفمبر من عام 2000 ويشكّل ما يشبه «صندوقًا أسود» من الخرسانة المصبوغة وحجر البازلت الأسود. تعد مجموعة المتحف أيضًا المجموعة الفنية الوطنية لليشتنشتاين. يقدم المتحف الوطني معرضًا دائمًا عن التاريخ الثقافي والطبيعي لليشتنشتاين بالإضافة إلى معارض خاصة. ثمة أيضًا متحف الطوابع البريدية ومتحف التزلج. تتسم فادوتس بنوع من الأغاني الشعبية التي تأثرت على نحوٍ كبير بسويسرا والمعروفة باسم Köpugeäng.

## الاقتصاد والنقل
فادوتس هي واحدة من العواصم القليلة في العالم التي ليس لديها مطار. أقرب مطار رئيس منها هو مطار زيورخ الدولي، وأقرب مطار ثانوي هو مطار سانت غالين-ألتينراين. ويوفر مطار فريدريشهافين أيضًا طريقًا للوصول إلى فادوتس. يمكن الوصول بالسيارة إلى فادوتس مباشرة عبر الطريق السريع A13 من سويسرا، أو عبر الطريق السريع A14 من النمسا. إذ ترتبط فادوتس بسويسرا عبر نهر الراين بواسطة جسر المشاة فادوتس-سيفلين، أو جسر Werdenberger-Binnenkanal للمركبات الآلية الذي افتُتح في عام 1975. يمكن ركوب الحافلات من بوخس وسانت غالن وسيفيلين وفيلدكيرخ إلى فادوتس. تعمل هذه الحافلات عادةً كل 20 إلى 40 دقيقة وتُشغّل بواسطة حافلات ليشتنشتاين.
إن محطة سكة حديد شان-فادوتس التي تقع في بلدية شان، هي أقرب محطة سكة حديد إلى فادوتس. تقع المحطة على خط سكة حديد فيلدكيرش-بوخس، وهو خط السكة الحديدية الوحيد في ليشتنشتاين، وتخدمه S2 من خط سكة حديد فورارلبرغ الذي تديره السكك الحديدية الفيدرالية النمساوية (ÖBB). افتُتحت في 24 أكتوبر من عام 1872 بالاتفاق مع النمسا والمجر وسويسرا. كانت ثمة محاولات عدة لتوسيع شبكة السكك الحديدية للاتصال بفادوتس، لكنها باءت بالفشل.

## المناخ
يظهر الجدول التالي التغييرات المناخية على مدار السنة لفادوتس:
| البيانات المناخية لـفادوتس         | البيانات المناخية لـفادوتس | البيانات المناخية لـفادوتس | البيانات المناخية لـفادوتس | البيانات المناخية لـفادوتس | البيانات المناخية لـفادوتس | البيانات المناخية لـفادوتس | البيانات المناخية لـفادوتس | البيانات المناخية لـفادوتس | البيانات المناخية لـفادوتس | البيانات المناخية لـفادوتس | البيانات المناخية لـفادوتس | البيانات المناخية لـفادوتس | البيانات المناخية لـفادوتس |
| الشهر                              | يناير                      | فبراير                     | مارس                       | أبريل                      | مايو                       | يونيو                      | يوليو                      | أغسطس                      | سبتمبر                     | أكتوبر                     | نوفمبر                     | ديسمبر                     | المعدل السنوي              |
| ---------------------------------- | -------------------------- | -------------------------- | -------------------------- | -------------------------- | -------------------------- | -------------------------- | -------------------------- | -------------------------- | -------------------------- | -------------------------- | -------------------------- | -------------------------- | -------------------------- |
| متوسط درجة الحرارة الكبرى °م (°ف)  | 4.3 (39.7)                 | 5.9 (42.6)                 | 11.1 (52.0)                | 15.1 (59.2)                | 19.8 (67.6)                | 22.3 (72.1)                | 24.5 (76.1)                | 23.7 (74.7)                | 19.7 (67.5)                | 15.5 (59.9)                | 8.9 (48.0)                 | 5.1 (41.2)                 | 14.7 (58.5)                |
| المتوسط اليومي °م (°ف)             | 0.7 (33.3)                 | 2.0 (35.6)                 | 6.2 (43.2)                 | 9.9 (49.8)                 | 14.4 (57.9)                | 17.0 (62.6)                | 19.0 (66.2)                | 18.4 (65.1)                | 14.8 (58.6)                | 10.9 (51.6)                | 5.1 (41.2)                 | 1.8 (35.2)                 | 10.0 (50.0)                |
| متوسط درجة الحرارة الصغرى °م (°ف)  | −2.8 (27.0)                | −1.8 (28.8)                | 1.9 (35.4)                 | 4.8 (40.6)                 | 9.3 (48.7)                 | 12.1 (53.8)                | 14.0 (57.2)                | 13.9 (57.0)                | 10.5 (50.9)                | 6.7 (44.1)                 | 1.7 (35.1)                 | −1.4 (29.5)                | 5.7 (42.3)                 |
| الهطول مم (إنش)                    | 41 (1.6)                   | 38 (1.5)                   | 57 (2.2)                   | 55 (2.2)                   | 86 (3.4)                   | 115 (4.5)                  | 138 (5.4)                  | 142 (5.6)                  | 102 (4.0)                  | 63 (2.5)                   | 59 (2.3)                   | 52 (2.0)                   | 947 (37.3)                 |
| متوسط تساقط الثلوج سم (إنش)        | 14.2 (5.6)                 | 14.4 (5.7)                 | 6.4 (2.5)                  | 0.4 (0.2)                  | 0 (0)                      | 0 (0)                      | 0 (0)                      | 0 (0)                      | 0 (0)                      | 0 (0)                      | 4.7 (1.9)                  | 11.9 (4.7)                 | 52 (20)                    |
| متوسط أيام هطول الأمطار (≥ 1.0 mm) | 7.3                        | 6.9                        | 9.4                        | 9.6                        | 11.9                       | 12.8                       | 13.2                       | 13.2                       | 9.8                        | 8.3                        | 9.0                        | 8.4                        | 119.8                      |
| متوسط الأيام المثلجة (≥ 1.0 cm)    | 3.9                        | 3.9                        | 2.1                        | 0.2                        | 0                          | 0                          | 0                          | 0                          | 0                          | 0                          | 1.4                        | 3.3                        | 14.8                       |
| متوسط الرطوبة النسبية (%)          | 75                         | 72                         | 67                         | 65                         | 67                         | 71                         | 72                         | 75                         | 77                         | 76                         | 78                         | 77                         | 73                         |
| ساعات سطوع الشمس الشهرية           | 70                         | 91                         | 124                        | 144                        | 166                        | 170                        | 194                        | 177                        | 145                        | 116                        | 68                         | 52                         | 1٬516                      |
| المصدر: MeteoSwiss                 |                            |                            |                            |                            |                            |                            |                            |                            |                            |                            |                            |                            |                            |

## توأمة
لفادوتس اتفاقيات توأمة مع كل من:
- برن
- لاباز
- فيينا

## أعلام
- أرشيدوقة ماريا أنونزيتا من النمسا
- برجيوس
- ألكسندر كيلنر
- لوكاس إيبرل
- أندرياس كريستن
- ستيفان كونز
- إليزابيث أمالي أرشيدوقة النمسا
- ماثياس كريستن
- ألويس من ليختنشتاين